# Studený Potok (stacja kolejowa)
Studený Potok – węzłowa stacja kolejowa w miejscowości Wielka Łomnica, w powiecie Kieżmark, w kraju preszowskim, na Słowacji. Węzeł linii nr 185 Poprad-Tatry – Pławiec z jej odgałęzieniem do Tatrzańskiej Łomnicy.

## Historia
Stacja powstała w czasach Austro-Węgier. Początkowo nosiła nazwę Tarpatak, natomiast w początkach przynależności do Czechosłowacji Milbach na Slovensku. Obecną nazwę nosi od 1922.